# 1557 en science
| Années de la science : 1554 - 1555 - 1556 - 1557 - 1558 - 1559 - 1560    |
| Décennies de la science : 1520 - 1530 - 1540 - 1550 - 1560 - 1570 - 1580 |

Cet article présente les faits marquants de l'année 1557 en science.

## Événements
- Au Mexique, introduction du procédé de l'amalgame pour l'extraction de l'argent par le métallurgiste Bartolomé de Medina[1].
- Le signe égal (=) est utilisé pour la première fois par le mathématicien gallois Robert Recorde[2].
- Ambroise Paré, au siège de Saint-Quentin en Picardie, note que les asticots d'une certaine mouche aident à la cicatrisation des plaies de blessés[3].
- L'amiral ottoman  Seydi Ali Reis rédige Mirat ul Memalik (Le Miroir des pays), un récit de voyage[4].

## Publications

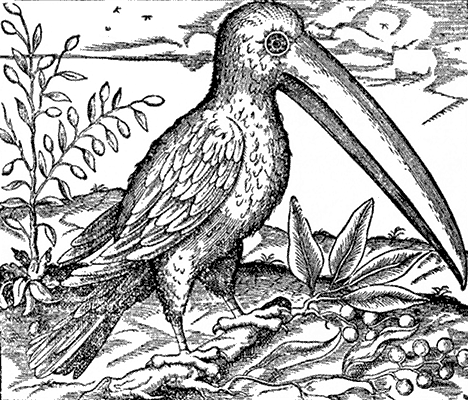
Toucan (Les Singularitez de la France antarctique).

- Giulio Alessandrini : De medicina et medico dialogus, Zurich, 1557 ;
- Pierre Belon : Portraicts d’oyseaux, animaux, serpens, herbes, arbres, hommes et femmes d’Arabie et d’Égypte observez par P. Belon du Mans, le tout enrichi de quatrains pour la plus facile cognoissance des Oyseaux et autres portraicts, plus y est adjousté la Carte du Mont Attos et du Mont Sinay pour l’intelligence de leur religion, G. Cavellat, Paris, 1557 ;
- Leonardo Fioravanti : Dei Secreti intomo alla rhedecinaj chirurgia, et alchemia, 1571 ;
- Adam Lonitzer : Kreütterbuch ;
- Fernando Oliveira : Livro da Fabrica das Naus, traité de construction navale ;
- Robert Recorde : The Whetstone of Witte, which is the second part of Arithmetike, containing the Extraction of Rootes, the Cossike Practice, with the Rules of Equation, and the Woorkes of Surde Numbers. Premier ouvrage sur l'algèbre en langue anglaise dans lequel l'auteur introduit  le signe égal (=) ;
- Hans Staden : Nus, féroces et anthropophages, Marbourg, 1557 ;
- André Thevet : Les Singularitez de la France antarctique, autrement nommée Amérique, et de plusieurs terres et isles découvertes de nostre tems, 1557), Texte sur Gallica, illustrations sur Gallica ;
- Thomas Tusser (en) : Hundreth Good Pointes of Husbandrie, traité d’agronomie.

## Décès

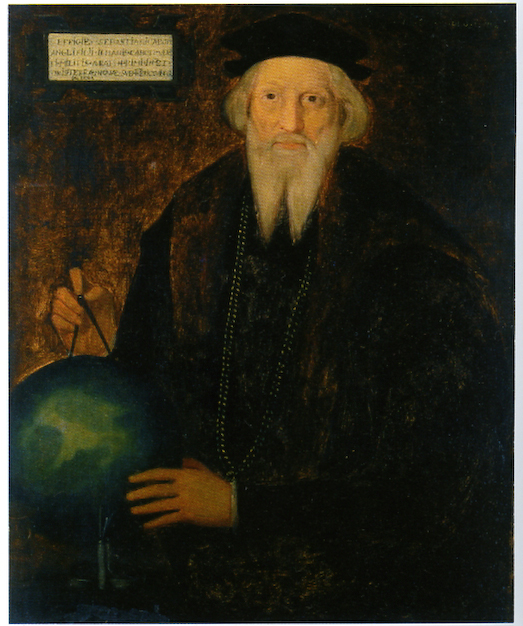
Sébastien Cabot

- 1er septembre : Jacques Cartier (né en 1491), navigateur et explorateur français.
- 13 décembre ; Niccolo Fontana Tartaglia (né en 1499), mathématicien italien.
- Décembre : Sébastien Cabot (né probablement en 1477), navigateur et explorateur britannique.